# Jarl Hammarberg
Jarl Olof Hammarberg, även känd som Jarl Hammarberg-Åkesson, född 22 november 1940 i Göteborg, död 25 januari 2019 i Västra Frölunda, Älvsborgs distrikt, var en svensk författare, poet och bildkonstnär.
Jarl Hammarberg grundade stiftelsen Strån till stacken. Han skrev bland annat poesi på esperanto och använde då författarnamnet Jarlo Martel-Monto. Jarl Hammarberg var pacifist och icke-våldsförespråkare. Han var vapenvägrare och dömdes till fängelse för uppvigling. Han framställde en bild/affisch på en soldat med texten Vägra döda – vägra värnplikt, vilken på sin tid väckte uppståndelse.
Jarl Hammarberg gav som liten ut den egenhändigt producerade tidskriften "Den maskerade draken". I ett brev till Astrid Lindgren uppmanade han henne att skriva en drakhistoria, vilket resulterade i "Draken med de röda ögonen", som först publicerades i hans tidskrift.
Han var gift från 1966 med poeten Sonja Åkesson, som avled 1977, tillsammans från 1978 med poeten Birgitta Medelius, som avled 1986, och gift från 1986 med konstnären Kirsten Petersen.
Jarl Hammarberg är begravd på Västra kyrkogården i Göteborg.